# 63e cérémonie des Oscars
La 63e cérémonie des Oscars du cinéma a lieu le 25 mars 1991 à partir de 18 heures au Shrine Civic Auditorium de Los Angeles.

## La cérémonie
La cérémonie dura 3 heures et 35 minutes et récompensa les meilleurs films de l’année 1990 dans 22 catégories.
En raison des événements la guerre du Golfe, la sécurité était resserrée et chaque invité a été fouillé et passé au détecteur de métal.

### Équipe technique
- Maître de cérémonie : Billy Crystal
- Producteur : Gilbert Cates (assisté de Michael B. Seligman)
- Dialoguistes : Hal Kanter et Buz Kohan
- Scénaristes des extras : Bruce Vilanch et Robert Wuhl
- Directeur musical : Bill Conti

### Le spectacle
La cérémonie, placée sous le signe des « Cent ans du Cinéma », fut ponctuée de plusieurs chansons, notamment les chansons nommées, avec des chorégraphies de Debbie Allen (assistée de Smith Wordes) par notamment Dante Henderson et Julene Renee.
- Sooner or Later (I Always Get My Man) interprété par Madonna
- I'm Checkin' Out interprété par Meryl Streep et Blue Rodeo
- I'm Checkin' Out interprété par Reba McEntire[2]
- Promise Me You'll Remember interprété par Harry Connick Jr.
- Somewhere in My Memory interprété par John Williams et Leslie Bricusse
- Blaze of Glory interprété par Jon Bon Jovi

### L'émission
La 63e cérémonie des Oscars fut retransmise en direct sur la chaîne ABC et réalisée par  Jeff Margolis. Elle attira 42,79 millions de téléspectateurs et remporta plusieurs récompenses :
- Prix du meilleur présentateur comique d'une émission spéciale de télévision aux American Comedy Awards 1992
- nommé au prix de la performance de la réalisation d'une émission  de variétés ou musicale par la Directors Guild of America 1991
- Emmy Awards 1991 de la Performance masculine dans un programme musical ou de variétés (pour Billy Crystal), du Meilleur programme musical ou de variétés et de la Meilleure écriture pour un programme musical ou de variété
- nommé aux Emmy Awards 1991 de la Meilleure direction musicale, de la Meilleure direction artistique d'un programme musical ou de variétés, de la Meilleure réalisation d'un programme musical ou de variétés, de la Meilleure direction des lumières pour une série dramatique ou de variétés, une minisérie ou une émission spéciale, du Meilleur mixage pour une émission musicale, de variétés ou spéciale et de la Meilleure photographie pour une émission spéciale ou une minisérie

## Palmarès
Les lauréats sont indiqués ci-dessous en premier de chaque catégorie et en gras.

### Meilleur film
(remis par Barbra Streisand)
- Danse avec les loups (Dances with Wolves) produit par Jim Wilson et Kevin Costner[3]
  - L'Éveil (Awakenings) produit par Walter F. Parkes et Lawrence Lasker[4]
  - Ghost produit par Lisa Weinstein[5]
  - Le Parrain, troisième partie (The Godfather: Part III) produit par Francis Ford Coppola[6]
  - Les Affranchis (Goodfellas) produit par Irwin Winkler[7]

### Meilleur réalisateur
(remis par Tom Cruise)
- Kevin Costner pour Danse avec les Loups
  - Francis Ford Coppola pour Le Parrain, Troisième Partie
  - Martin Scorsese pour Les Affranchis
  - Stephen Frears pour Les Arnaqueurs (The Grifters)
  - Barbet Schroeder pour Le Mystère von Bülow (Reversal of Fortune)

### Meilleur acteur
(remis par Jessica Tandy)
- Jeremy Irons pour le rôle de Claus von Bülow dans Le Mystère Von Bülow
  - Kevin Costner pour le rôle de John "Danse avec les loups" Dunbar dans Danse avec les Loups
  - Robert De Niro pour le rôle de Leonard Lowe dans  L'Éveil de Penny Marshall
  - Gérard Depardieu pour le rôle de Cyrano de Bergerac dans Cyrano de Bergerac de Jean-Paul Rappeneau (France)
  - Richard Harris pour le rôle de Bull McCabe dans The Field de Jim Sheridan

### Meilleure actrice
(remis par Daniel Day-Lewis)
- Kathy Bates pour le rôle d'Annie Wilkes dans Misery de Rob Reiner
  - Anjelica Huston pour le rôle de Lilly Dillon dans Les Arnaqueurs
  - Julia Roberts pour le rôle de Vivian Ward dans Pretty Woman de Garry Marshall
  - Meryl Streep pour le rôle de Suzanne Vale dans  Bons Baisers d'Hollywood (Postcards from the Edge) de Mike Nichols[8]
  - Joanne Woodward pour le rôle de India Bridge dans Mr. & Mrs. Bridge de James Ivory

### Meilleur acteur dans un second rôle
(remis par Brenda Fricker)
- Joe Pesci pour le rôle de Tommy DeVito dans Les Affranchis
  - Bruce Davison pour le rôle de David dans Un compagnon de longue date (Longtime Companion)
  - Andy Garcia pour le rôle de Vincent Mancini dans Le Parrain, troisième partie
  - Graham Greene pour le rôle de Oiseau Bondissant dans Danse avec les Loups
  - Al Pacino pour le rôle de Big Boy Caprice dans Dick Tracy

### Meilleure actrice dans un second rôle
(remis par Denzel Washington)
- Whoopi Goldberg pour le rôle de Oda Mae Brown dans Ghost de Jerry Zucker[9]
  - Annette Bening pour le rôle de Myra Langtry dans Les Arnaqueurs
  - Lorraine Bracco pour le rôle de Karen Hill dans Les Affranchis
  - Diane Ladd pour le rôle de Marietta Fortune dans Sailor et Lula (Wild at Heart) de David Lynch
  - Mary McDonnell pour le rôle de Dressée avec le Poing dans Danse avec les Loups

### Meilleur scénario original
(remis par Jodie Foster et Anthony Hopkins) 
- Bruce Joel Rubin pour Ghost
  - Woody Allen pour Alice de Woody Allen
  - Barry Levinson pour Avalon de Barry Levinson
  - Peter Weir pour Green Card de Peter Weir
  - Whit Stillman pour Metropolitan de Whit Stillman

### Meilleure adaptation
(remis par Jodie Foster et Anthony Hopkins)
- Michael Blake[10] pour Danse avec les Loups
  - Steven Zaillian pour L’Eveil
  - Nicholas Pileggi et Martin Scorsese pour Les Affranchis
  - Donald E. Westlake pour Les Arnaqueurs
  - Nicholas Kazan pour Le Mystère von Bülow

### Meilleur film étranger
(remis par Dustin Hoffman)
- Voyage vers l'espoir (Reise der Hoffnung) de Xavier Koller •  Suisse
  - Cyrano de Bergerac de Jean-Paul Rappeneau •  France
  - Judou de Yang Fengliang et Zhang Yimou •  Chine
  - Das schreckliche Mädchen de Michael Verhoeven •  Allemagne
  - Portes ouvertes (Porte aperte) de Gianni Amelio •  Italie

### Meilleure photographie
(remis par Glenn Close)
- Danse avec les Loups – Dean Semler
  - Avalon – Allen Daviau
  - Dick Tracy – Vittorio Storaro
  - Henry et June (Henry & June) – Philippe Rousselot
  - Le Parrain, Troisième Partie – Gordon Willis

### Meilleure direction artistique (décors)
(remis par Richard Gere et Susan Sarandon) 
- Dick Tracy – Rick Simpson et Richard Sylbert
  - Cyrano de Bergerac – Ezio Frigerio et Jacques Rouxel
  - Danse avec les Loups – Jeffrey Beecroft et Lisa Dean
  - Hamlet – Dante Ferretti et Francesca Lo Schiavo
  - Le Parrain, Troisième Partie – Dean Tavoularis et Gary Fettis

### Meilleurs costumes
(remis par Annette Bening)
- Cyrano de Bergerac – Franca Squarciapino
  - Avalon – Gloria Gresham
  - Danse avec les Loups – Elsa Zamparelli
  - Dick Tracy – Milena Canonero
  - Hamlet – Maurizio Millenotti

### Meilleur son
(remis par Dianne Wiest)
- Danse avec les Loups – Bill W. Benton, Jeffrey Perkins, Russell Williams, II et Gregory H. Watkins
  - A la poursuite d’Octobre Rouge (The Hunt for Red October) – Don J. Bassman, Kevin F. Cleary, Richard Bryce Goodman et Richard Overton
  - Dick Tracy – David E. Campbell, Thomas Causey, Doug Hemphill et Chris Jenkins
  - Jours de tonnerre (Days of Thunder) – Rick Kline, Kevin O'Connell, Donald O. Mitchell et Charles M. Wilborn
  - Total Recall – Carlos Delarios (en), Michael J. Kohut (en), Aaron Rochin et Nelson Stoll

### Meilleur montage
(remis par Kevin Kline et Danny Glover)
- Neil Travis pour Danse avec les Loups
  - Walter Murch pour Ghost
  - Barry Malkin, Lisa Fruchtman et Walter Murch pour Le Parrain, Troisième Partie
  - Thelma Schoonmaker pour Les Affranchis
  - Dennis Virkler et John Wright pour À la Poursuite d’Octobre Rouge

### Meilleur montage sonore
(remis par Andy Garcia et Whoopi Goldberg) 
- Cecelia Hall et George Watters II pour À la Poursuite d’Octobre Rouge
  - Charles L. Campbell et Richard C. Franklin pour L'Expérience Interdite (Flatliners) de Joel Schumacher
  - Stephen Hunter Flick pour Total Recall

### Meilleur maquillage
(remis par Anne Archer)
- Dick Tracy – John Caglione Jr. et Doug Drexler
  - Cyrano de Bergerac – Michèle Burke et Jean-Pierre Eychenne
  - Edward aux mains d'argent (Edward Scissorhands) – Ve Neill et Stan Winston

### Meilleure chanson originale
(remis par Ann-Margret et Gregory Hines)
- Dick Tracy – Stephen Sondheim pour Sooner or Later (I Always Get My Man)
  - Bons baisers d’Hollywood – Shel Silverstein pour I'm Checkin' Out
  - Maman, j'ai raté l'avion (Home Alone) – John Williams (musique) et Leslie Bricusse (paroles) pour Somewhere in My Memory
  - Le Parrain, Troisième Partie – Carmine Coppola (musique) et John Bettis (paroles) pour Promise Me You'll Remember
  - Young Guns 2 (Young Guns II) – Jon Bon Jovi pour Blaze of Glory

### Meilleure musique originale
(remis par Alec Baldwin et Kim Basinger)
- John Barry pour Danse avec les Loups
  - Randy Newman pour Avalon
  - Maurice Jarre pour Ghost
  - Dave Grusin pour Havana de Sydney Pollack
  - John Williams pour Maman, j’ai raté l’avion

### Meilleur documentaire
(remis par Phoebe Cates et Ron Silver)
- American Dream produit par Barbara Kopple et Arthur Cohn
  - Berkeley in the Sixties produit par Mark Kitchell
  - Building Bombs produit par Mark Mori et Susan Robinson
  - Forever Activists produit par Judith Montell
  - Waldo Salt: A Screenwriter's Journey produit par Robert Hillmann et Eugene X

### Meilleur court métrage (prises de vues réelles)
(remis par Chevy Chase et Martin Short)
- The Lunch Date produit par Adam Davidson
  - 12:01 PM produit par Hillary Anne Ripps et Jonathan Heap
  - Bronx Cheers produit par Raymond De Felitta et Matthew Gross (de)
  - Dear Rosie produit par Peter Cattaneo et Barnaby Thompson
  - Senzeni Na? produit par Bernard Joffa et Anthony E. Nicholas

### Meilleur court métrage (documentaire)
(remis par Phoebe Cates et Ron Silver)
- Days of Waiting produit par Steven Okazaki
  - Burning Down Tomorrow produit par Kit Thomas
  - Chimps: So Like Us produit par Karen Goodman et Kirk Simon
  - Journey Into Life: The World of the Unborn produit par Dr. Derek Bromhall
  - Rose Kennedy: A Life to Remember produit par Freida Lee Mock et Terry Sanders

### Meilleur court métrage (animation)
(remis par Chevy Chase et Martin Short) 
- Creature Comforts produit par Nick Park
  - Cavallette produit par Bruno Bozzetto
  - Une Grande Excursion (A Grand Day Out with Wallace and Gromit) produit par Nick Park

## Oscars spéciaux

### Oscar d'honneur
- Sophia Loren, pour l'un des véritables trésors du cinéma mondial qui, dans une carrière riche avec des performances mémorables, a ajouté un lustre permanent à notre forme d'art. (remis par Gregory Peck)
- Myrna Loy, pour l'ensemble de sa carrière[13]. (remis par Anjelica Huston)

### Oscar pour une performance spéciale
(remis pas Jack Valenti)
- Eric Brevig, Rob Bottin, Tim McGovern et Alex Funke pour les effets spéciaux de Total Recall[14].

### Médaille de Commandeur
- Roderick T. Ryan et Geoffrey Williamson en appréciation de leurs services rendus à l'Académie des Arts et Sciences du Cinéma.

### Prix de la mémoire Irving G. Thalberg
(remis par Michael Douglas)
- David Brown
- Richard D. Zanuck

## Oscars scientifiques et techniques
Les Oscars scientifiques et techniques furent remis le 2 mars de la même année, au Grand Ball Room du Beverly Hilton Hôtel de Los Angeles. Ils étaient présentés et remis par Geena Davis.

### Prix du mérite
- Eastman Kodak pour le développement de la technologie T-grain et l'introduction du négatif EXR couleur utilisant cette technologie.

### Prix de la performance scientifique et d'ingénierie
- Département d'ingénierie d'Arnold and Richter (ARRI) pour le développement continu du système de prise de vue Arriflex B, culminant avec le modèle 35BL-4S.
- Fuji Photo Film Co. pour le développement et l'introduction de la série de négatifs de films couleur F-Series couvrant la gamme de vitesse de EI 64 à EI 500.
- Bruce Wilton et Carlos Icinkoff (Mechanical Concepts, Inc.) pour le développement de la plateforme de montage optique Mechanical Concepts.

### Prix de la performance technique
- All-Union Cinema et Photo Research Institute (NIKFI) pour l'apport continu de films 3-D dans le cinéma russe ces 25 dernières années.
- Peter Baldwin et Paul Kiankhooy Lightmaker Co. pour le concept (Baldwin) et le développement du Lightmaker AC/DC HMI.
- William L. Blowers et Thomas F. Denove (Belco Associates) pour le développement et la fabrication du Belco Denove Cinemeter.
- Christopher Gilman et Harvey Hubert Jr. (Diligent Dwarves Effects Lab) pour le développement de l'Actor Climate System.
- Jim Graves (J and G Enterprises) pour le développement du Cool Suit System.
- Fred Kolb Jr. et Paul Preo pour le concept et le développement de projection de film test en 35 mm durant lesquelles tous les paramètres du film peuvent être évalués.
- John W. Lang, Walter Hrastnik et Charles J. Watson (Bell and Howell Company) pour le développement et la fabrication d'une imprimante de pellicule à modulation continue.
- Manfred G. Michelson (Technical Film Systems) pour le concept et le développement d'un système d'impression de pellicule ultra-rapide.
- Richard Mula et Pete Romano (HydroImage, Inc.) pour le développement de la lampe sous-marine SeaPar 1200 watt HMI.
- Iain Neil, Takuo Miyagishima et Panavision, Inc. pour le concept, optique (Neil) et mécanique (Miyagishima), et le développement (Panavision) de la Primo Serie de lentille sphérique en 35 mm.
- Bengt O. Orhall, Kenneth Lund, Bjorn Selin et Kjell Högberg (AB Film-Teknik) pour le développement et la fabrication du processeur de sous-titrage Mark IV.
- Dedo Weigert (Dedo Weigert Film GmbH) pour le développement du Dedolght, une lampe halogène miniature à bas voltage.

### PrixGordon E. Sawyer
- Stefan Kudelski

## Statistiques

### Nominations multiples
- 12 : Danse avec les Loups
- 7 : Le Parrain, troisième partie, Dick Tracy
- 6 : Les Affranchis
- 5 : Ghost, Cyrano de Bergerac
- 4 : Les Arnaqueurs, Avalon
- 3 : L'Eveil, À la Poursuite d’Octobre Rouge
- 2 : Le Mystère von Bülow, Hamlet, Total Recall, Bons baisers d'Hollywood, Maman, j'ai raté l'avion

### Récompenses multiples
- 7 / 12 : Danse avec les Loups
- 3 / 7 : Dick Tracy
- 2 / 5 : Ghost

### Les grands perdants
- 1 / 6 : Les Affranchis
- 1 / 5 : Cyrano de Bergerac
- 1 / 3 : À la Poursuite d’Octobre Rouge
- 1 / 2 : Le Mystère von Bülow
- 0 / 7 : Le Parrain, troisième partie
- 0 / 4 : Les Arnaqueurs
- 0 / 4 : Avalon
- 0 / 3 : L'Eveil